# Région PAL
Pour les articles homonymes, voir Pal.
- NTSC
- PAL ou PAL/SECAM
- SECAM
- Pas d’information

La région PAL (PAL étant l'acronyme de Phase Alternating Line) est une zone de publication de télévision qui couvre notamment la majeure partie de l'Asie et de l'Europe de l'Ouest, l'Afrique, l'Australie et la Nouvelle-Zélande. Il est ainsi nommé à cause de la norme de télévision PAL traditionnellement utilisée dans ces régions et par opposition à la norme NTSC couramment employée aux États-Unis et au Japon. 
Vers la fin du XXe siècle, on retrouvait souvent cette appellation en matière de jeu vidéo afin de désigner l'origine d'un titre, bien que le terme ne soit généralement plus utilisé de nos jours. La plupart des jeux désignés comme faisant partie de la région ne fonctionnent pas sur des consoles de la région NTSC-U/C ou NTSC-J en raison du blocage régional, et inversement. Bien que l'incompatibilité entre différentes régions soit à l'origine le cas le plus fréquent, la situation a évolué avec les époques, les systèmes et leurs constructeurs. Par exemple, certains jeux Xbox et Xbox 360 sont programmés sans contrainte de zones, puisque la politique choisie par Microsoft pour ces systèmes est de laisser le choix aux éditeurs d'appliquer ou non le blocage régional de leurs titres. 
Sony a adopté une politique similaire à partir de la PlayStation Portable, où la plupart des éditeurs choisissent de ne pas appliquer de restriction de zone. De même, la très grande majorité des jeux PlayStation 3 sont également dézonés, à l'exception notable d'une poignée de titres. Un abus de langage courant consiste d'ailleurs à dire que la console est dézonée, ce qui est faux, puisque ce sont la majorité des titres et non le système lui-même qui sont dézonés. D'ailleurs, bien que la console soit rétrocompatible avec une partie (variable selon les modèles) des jeux issus des catalogues PlayStation et PlayStation 2, les titres de ces consoles importés du Japon ne fonctionneront pas sur une machine française. De plus, bien que cette non-application des restrictions de zone favorise l'import, il convient de noter que les langues disponibles diffèrent en fonction de l'origine des jeux, le choix des langues incluses étant lui aussi du ressort de l'éditeur ; ainsi, certains titres américains voire japonais contiennent également le français, alors que d'autres non.  
La plupart des consoles de salon Nintendo ont des blocages régionaux, soit par le biais de leur BIOS, soit par des différences physiques dans les médias et/ou les consoles des différentes régions qui auront pour conséquence d'empêcher l'insertion d'une cartouche d'une région donnée dans une console d'une autre région. En ce qui concerne les consoles portables, Nintendo a dézoné la plupart de ses modèles, comme la majorité des autres systèmes historiques (Neo-Geo Pocket, Sega Game Gear…), à l'exception de la Nintendo DSi et Nintendo 3DS, qui disposent de verrouillages régionaux pour leurs logiciels spécifiques DSi/3DS (par exemple, le DSiWare). Le 13 janvier 2017, lors de la présentation de la Switch, le constructeur annonce avoir renoncé aux restrictions de zones pour son dernier système. 
L'Australie utilise seulement les jeux en version PAL pour la Wii, la PlayStation 3 et parfois la Xbox 360. Les jeux Nintendo DS en Australie utilisent soit leurs localisations propres, soit la localisation d'Amérique du Nord pour réduire les retards de date de sortie des jeux, mais certains distributeurs utilisent les versions européennes car elles sont totalement alignés sur des filiales européennes de Konami et Capcom pour des raisons inconnues. Sur l'échelle du temps, l’Australie est en général la dernière zone de publication au niveau mondial[réf. nécessaire]. 
À l'instar de la plupart des consoles portables qui utilisent leur propre système d'affichage propriétaire, les incompatibilités des différents systèmes de télévision ne sont pas pertinents. Cependant, les mêmes régions existent souvent pour la localisation et à des intérêts relatifs à la distribution.  

## Pays de publication de la région PAL
L'étendue de la région PAL varie selon les systèmes et les éditeurs. Les pays et les zones suivantes sont normalement inclus dans la région de publication PAL :
- Afghanistan
- Australie
- Autriche
- Bangladesh
- Belgique
- Brésil
- Bulgarie
- Danemark
- Chine
- Croatie
- Chypre
- République tchèque
- Égypte
- Estonie
- Finlande
- France (avec la télévision PAL-SECAM)
- Allemagne
- Grèce
- Hongrie
- Islande
- Inde
- Indonésie
- Iran
- Irak
- Irlande
- Israël
- Italie
- Lettonie
- Lituanie
- Luxembourg
- Malaisie
- Malte
- Nigeria
- Nouvelle-Zélande
- Pays-Bas
- Norvège
- Macédoine
- Pakistan
- Pologne
- Portugal
- Roumanie
- Russie
- Arabie saoudite
- Serbie
- Slovaquie
- Afrique du Sud
- Espagne
- Suède
- Suisse
- Thaïlande
- Turquie
- Émirats arabes unis
- Royaume-Uni

Ainsi que certains pays du Moyen-Orient, d'Afrique, d'Europe.

## Fonctionnement à60Hz
Au milieu des années 1990, la pratique consistant à modifier les consoles comme la Super NES et la Mega Drive afin de permettre un fonctionnement à 60 Hz est devenue assez courante chez les joueurs de la région PAL, en raison de la hausse des capacités des téléviseurs PAL NTSC/60 Hz et de la nature relativement simple des modifications à effectuer[source insuffisante]. Depuis la cinquième génération de consoles, qui a introduit du matériel plus puissant et des graphismes 3D, les développeurs ont la possibilité d'affichage en sortie à pleine résolution PAL sans bordures ou étirements, même si les jeux sont généralement plus lent et ils fonctionnent tous à 50 Hz. À partir de la Dreamcast, ainsi que la sixième génération de consoles, les développeurs ont commencé à inclure un mode PAL à 60 Hz dans leurs jeux. Les jeux qui fonctionnent en PAL 60 Hz sont produits avec le même système d'encodage de couleur que les signaux PAL 50 Hz, mais avec la résolution NTSC et un taux de champ de 60 Hz, offrant une expérience de jeu identique à leurs homologues NTSC. 

## Critiques concernant les jeux vidéo de la région PAL
Les jeux portés au format PAL sont historiquement réputés pour avoir une vitesse de jeu et des cadences inférieures à leurs homologues NTSC. Puisque la norme NTSC est de 60 champs/30 images par seconde, alors que le PAL est de 50 champs/25 images par seconde, les jeux sont généralement ralentis d'environ 17,5 %, afin de contourner les problèmes de timing ou de changements de code impossible.  
Le Full Motion Video encodé et rendu à 30 images par seconde par les développeurs japonais et américains (NTSC), a souvent été sous-échantillonné à 25 images par seconde pour la version PAL, généralement au moyen du 2:3 pulldown, résultant de mouvements en saccades. De plus, une résolution accrue de la cadence PAL n'a pas été utilisé lors de la conversion, créant un effet « boite aux lettres » avec les bordures noires en haut et en bas, conférant au rendu un aspect un peu écrasé à cause d'un mauvais aspect ratio causé par les bordures. Cela était particulièrement répandu au cours des générations précédentes lorsque les graphismes en 2D étaient presque exclusivement utilisés. Le gameplay de nombreux jeux dont la quintessence même est la vitesse, tel que Sonic the Hedgehog sur Mega Drive, ont ainsi souffert de ces problématiques lors de leurs conversions PAL. 
Malgré les possibilités et la popularité des jeux PAL à 60 Hz, de nombreux jeux de premier plan, en particulier pour la PlayStation et PlayStation 2, ont été uniquement publiés en versions 50 Hz. Square Enix a notamment longtemps été critiqué par les joueurs concernés par la norme pour les versions PAL très pauvres de ses titres. Par exemple, Final Fantasy X, qui fonctionne en mode 50 Hz seulement et avec des bandes noires, est 17,5 % plus lent dans sa version PAL, et bien que cette technique soit répandue dans les générations précédentes, la conversion de ce titre a été considérée comme inexcusable au moment de sa publication. Par la suite, une partie des titres PlayStation 2 se mettront à proposer un mode 60 Hz. 
À partir de la septième génération de consoles, le problème disparaîtra définitivement, notamment avec la démocratisation des téléviseurs LCD (capables d'afficher 60 images par seconde, contrairement à une grande partie des téléviseurs PAL cathodiques), à l'exception de quelques rares cas, comme la Console virtuelle de Nintendo, critiquée à cause de ses jeux PAL fonctionnant en mode 50 Hz seulement, en dépit de la parfaite capacité des systèmes à fonctionner en mode 60 Hz, bien qu'il s'agisse de jeux anciens. 
À noter que le problème inverse existe également, ainsi, durant les années 2000, plusieurs publications PAL ont souffert du manque d'un mode PAL standard, offrant seulement un mode 60 Hz ; c'était par exemple le cas de Metroid Prime 2: Echoes sur Nintendo GameCube et Dead or Alive 4 sur Xbox 360. 